# Nic Berry
Nic Berry (Brisbane, 13 marzo 1984) è un ex rugbista a 15 e arbitro di rugby a 15 australiano, internazionale dal 2017.

## Biografia
Nato a Brisbane il 13 marzo del 1984, ha studiato presso la Ipswich Grammar School nel Queensland sudorientale, diventando insegnante. Fin da piccolo si è interessato al rugby, giocando nel ruolo di mediano di mischia. Nel 2004 è entrato nei ranghi dei Queensland Reds, divenendo così un giocatore professionista, e ha esordito nel Super Rugby nel 2005. Nel 2007 si è trasferito al Racing Métro 92 in Francia e nel 2010 è stato acquistato dagli inglesi Wasps, con i quali ha terminato la carriera da rugbista nel 2013 dopo diversi infortuni (in particolare concussioni). Nella sua carriera vanta anche la convocazione nella nazionale australiana per il mondiale under-21 del 2005 in Argentina ed è stato selezionato diverse volte a prendere parte a eventi internazionali.
Dal 2015 ha iniziato ad arbitrare, scalando rapidamente le categorie, arbitrando il primo incontro della massima categoria nazionale nel 2016. Nel 2017 è stato inserito nelle liste degli arbitri in occasione della Coppa del Mondo Under-20, ed è stato designato ad arbitrarne la finale. Nel 2018 ha esordito nel campo internazionale delle nazionali maggiori, arbitrando l'incontro di Autumn Series tra Scozia e Samoa.
Dopo essere stato assistente nel Rugby Championship 2018, dall'anno successivo, con eccezione del torneo ridotto nel 2023 in cui ha unicamente svolto il ruolo di assistente, viene annualmente designato nella competizione dell'emisfero australe. È stato designato nel Sei Nazioni 2019 e nelle edizioni 2022 e 2023 del torneo europeo (era stato designato anche nel 2020 per l'incontro tra Irlanda e Italia ma, a causa della pandemia di COVID-19, il match è stato posticipato e poi arbitrato dall'inglese Matthew Carley). 
Il 7 maggio 2019 World Rugby lo inserisce nella lista degli arbitri per il mondiale del 2019 in Giappone. Nel corso del torneo è stato designato ad arbitrare 5 incontri della fase a gironi, mentre è stato assistente in 1 incontro della fase a gironi e nel quarto di finale tra Galles e Francia.
Il 24 luglio 2021, dopo avere arbitrato l'incontro del tour dei British and Irish Lions nel 2021 contro gli springboks, è stato oggetto di dure polemiche da parte dell'allenatore della compagine sudafricana Rassie Erasmus, che in un video della durata di 62 minuti pubblicato sui social criticava l'operato dell'arbitro e ne evidenziava 26 errori. Erasmus, nonostante le scuse, è stato poi sanzionato da World Rugby con due mesi di sospensione e il divieto, per tutta la stagione 2021-22, di svolgere ogni attività rugbistica il giorno in cui il Sudafrica avesse giocato. Berry ha poi spiegato come questa polemica abbia segnato profondamente la sua intera famiglia e abbia stravolto la sua reputazione agli occhi del pubblico.
Il 10 maggio 2023 viene annunciata la sua designazione come arbitro al mondiale del 2023 in Francia.